# Juan Anangonó
Juan Luis Anangonó León (ur. 13 kwietnia 1989 w Ibarrze) – ekwadorski piłkarz występujący na pozycji napastnika, reprezentant Ekwadoru, od 2024 roku zawodnik honduraskiego Marathónu.

## Życiorys

### Kariera klubowa
Anangonó jest wychowankiem akademii juniorskiej krajowego giganta – klubu Barcelona SC z miasta Guayaquil. Do pierwszej drużyny został włączony w wieku osiemnastu lat i w ekwadorskiej Serie A zadebiutował w 2007 roku. Przez pierwsze trzy lata pełnił jednak wyłącznie rolę rezerwowego i sporadycznie pojawiał się na boiskach, nie potrafiąc wygrać rywalizacji o miejsce w wyjściowym składzie z graczami takimi jak Danny Vera, Pablo Palacios, Marcelo Delgado czy Narciso Mina. W lipcu 2009 wyjechał na kilkudniowe testy do niemieckiego TSV 1860 Monachium; do transferu obiecującego gracza ostatecznie jednak nie doszło, ze względu na niepowodzenie negocjacji między obydwoma klubami. Premierowego gola w najwyższej klasie rozgrywkowej strzelił 28 lutego 2010 w wygranej 1:0 konfrontacji z Olmedo, wówczas również zaczął notować regularniejsze występy. Ogółem w barwach Barcelony spędził cztery lata, bez większych osiągnięć drużynowych i nie dostając wystarczająco dużo szans na grę.
W styczniu 2011 Anangonó na zasadzie wolnego transferu przeniósł się do zespołu CD El Nacional ze stołecznego Quito. Tam z miejsca został niekwestionowaną gwiazdą ekipy i czołowym napastnikiem rozgrywek. Już w pierwszym sezonie wywalczył tytuł wicekróla strzelców ligi ekwadorskiej (zdobył 22 gole, więcej od niego strzelił tylko Narciso Mina), a jego świetne występy zaowocowały pierwszymi powołaniami do kadry narodowej i zainteresowaniem ze strony klubów europejskich. W sierpniu 2012 oficjalnie ogłoszono, iż został zawodnikiem włoskiego Chievo Werona, lecz umowę transferu ostatecznie anulowano z powodów proceduralnych. Zaledwie kilka dni później trafił w końcu do argentyńskiego Argentinos Juniors, w argentyńskiej Primera División debiutując 9 września 2012 w zremisowanym 1:1 meczu z Boca Juniors. Pierwszą bramkę zdobył natomiast sześć dni później w wygranym 1:0 pojedynku z All Boys. Ogółem w Argentinos występował przez rok jako podstawowy piłkarz i pomógł drużynie utrzymać się w lidze, nie udało mu się jednak nawiązać do strzeleckiej formy z poprzedniego klubu.
W lipcu 2013 Anangonó przeniósł się do amerykańskiego Chicago Fire, podpisując umowę z klubem jako designated player (gracz zakontraktowany poza budżetem płacowym). W Major League Soccer zadebiutował 10 sierpnia 2013 w wygranym 2:1 spotkaniu z Montreal Impact, zaś po raz pierwszy wpisał się na listę strzelców 14 września tego samego roku w wygranej 3:2 konfrontacji z New England Revolution. W zespole Fire nie spełnił jednak pokładanych w nim oczekiwań – szybko stracił miejsce w składzie na rzecz Quincy'ego Amarikwy i został powszechnie uznany za rozczarowanie. Już po roku został wypożyczony do rodzimego LDU Quito, gdzie z kolei przez sześć miesięcy pod okiem trenera Luis Zubeldíi zdołał udanie odbudować formę; był najskuteczniejszym graczem stołecznej drużyny i imponował skutecznością strzelecką.
W styczniu 2015 Anangonó za sumę dwóch milionów dolarów przeszedł do meksykańskiego zespołu Universidad de Guadalajara, dołączając tam do swoich rodaków Fidela Martíneza, Fernando Guerrero i Jonathana Gonzáleza. W Liga MX zadebiutował 25 stycznia w zremisowanym 1:1 meczu z Guadalajarą, a pierwszego gola zdobył 14 lutego tego samego roku w przegranej 1:2 konfrontacji z Leónem. Podczas pierwszego półrocza w Universidadzie zaprezentował się bardzo kiepsko – strzelił tylko dwie bramki i na koniec sezonu spadł z zespołem do drugiej ligi. Dopiero na zapleczu najwyższego szczebla stał się prawdziwym liderem ekipy i przez kolejny rok jako kluczowy piłkarz formacji ofensywnej bezskutecznie walczył z nią o powrót do pierwszej ligi. W lipcu 2016 powrócił do ojczyzny, po raz kolejny zostając zawodnikiem LDU Quito.
27 lipca 2019 podpisał kontrakt z chińskim klubem Beijing Sport University F.C., umowa do 30 czerwca 2021.

### Kariera reprezentacyjna
W styczniu 2009 Anangonó został powołany przez Julio Césara Rosero do reprezentacji Ekwadoru U-20 na Mistrzostwa Ameryki Południowej U-20. Na wenezuelskich boiskach pełnił wyłącznie rolę rezerwowego swojej kadry; rozegrał wszystkie możliwe cztery spotkania (wszystkie jednak po wejściu z ławki) i strzelił gola w meczu z Argentyną (2:2). Jego drużyna odpadła natomiast z turnieju już w pierwszej rundzie i nie zdołała zakwalifikować się na rozgrywane kilka miesięcy później Mistrzostwa Świata U-20 w Egipcie.
W seniorskiej reprezentacji Ekwadoru Anangonó zadebiutował za kadencji selekcjonera Reinaldo Ruedy, 15 sierpnia 2012 w wygranym 3:0 meczu towarzyskim z Chile. Rozegrał jedno (z szesnastu możliwych) spotkanie w ramach udanych ostatecznie eliminacji do Mistrzostw Świata w Brazylii, lecz wobec słabej formy w klubie nie znalazł się w składzie na mundial. Premierowego gola w kadrze narodowej strzelił 26 lipca 2017 w wygranym 3:1 sparingu z Trynidadem i Tobago.

## Statystyki kariery

### Klubowe
| Barcelona          | 2007      | Ekwador           | Serie A          | 1   | 0  | — | —       | —       | — | —   | 1   | 0  |
| Barcelona          | 2008      | Ekwador           | Serie A          | 8   | 0  | — | —       | —       | — | —   | 8   | 0  |
| Barcelona          | 2009      | Ekwador           | Serie A          | 11  | 0  | — | —       | —       | — | —   | 11  | 0  |
| Barcelona          | 2010      | Ekwador           | Serie A          | 28  | 8  | — | —       | CS      | 1 | 0   | 29  | 8  |
| El Nacional        | 2011      | Ekwador           | Serie A          | 45  | 22 | — | —       | —       | — | —   | 45  | 22 |
| El Nacional        | 2012      | Ekwador           | Serie A          | 27  | 8  | — | —       | CL      | 2 | 1   | 29  | 9  |
| Argentinos Juniors | 2012–2013 | Argentyna         | Primera División | 32  | 5  | — | —       | —       | — | —   | 32  | 5  |
| Chicago Fire       | 2013      | Stany Zjednoczone | MLS              | 13  | 2  | 1 | 0       | —       | — | —   | 14  | 2  |
| Chicago Fire       | 2014      | Stany Zjednoczone | MLS              | 15  | 2  | 1 | 2       | —       | — | —   | 16  | 4  |
| LDU Quito          | 2014      | Ekwador           | Serie A          | 25  | 11 | — | —       | —       | — | —   | 25  | 11 |
| UdeG               | 2014–2015 | Meksyk            | Liga MX          | 13  | 1  | 2 | 1       | —       | — | —   | 15  | 2  |
| UdeG               | 2015–2016 | Meksyk            | Ascenso MX       | 29  | 12 | 5 | 0       | —       | — | —   | 34  | 12 |
| LDU Quito          | 2016      | Ekwador           | Serie A          | 15  | 3  | — | —       | —       | — | —   | 15  | 3  |
| LDU Quito          | 2017      | Ekwador           | Serie A          |     |    | — | —       | CL      |   |     |     |    |
| Ogółem             |           |                   |                  |     |    |   |         |         |   |     |     |    |
| Ekwador            | Ekwador   | Ekwador           | 160              | 52  | —  | — | CS + CL | 3       | 1 | 163 | 53  |    |
| Argentyna          | Argentyna | Argentyna         | 32               | 5   | —  | — | —       | —       | — | 32  | 5   |    |
| USA                | USA       | USA               | 28               | 4   | 2  | 2 | —       | —       | — | 30  | 6   |    |
| Meksyk             | Meksyk    | Meksyk            | 42               | 13  | 7  | 1 | —       | —       | — | 49  | 14  |    |
| Ogółem             | Ogółem    | Ogółem            | Ogółem           | 262 | 74 | 9 | 3       | CS + CL | 3 | 1   | 274 | 78 |

- CS – Copa Sudamericana
- CL – Copa Libertadores

### Reprezentacyjne
| Ekwador | Ekwador | 2012   | 1 | 0 | — | — | — | — | — | 1 | 0 |
| Ekwador | Ekwador | 2013   | — | — | 1 | 0 | — | — | — | 1 | 0 |
| Ekwador | Ekwador | 2014   | — | — | — | — | — | — | — | 0 | 0 |
| Ekwador | Ekwador | 2015   | — | — | — | — | — | — | — | 0 | 0 |
| Ekwador | Ekwador | 2016   | — | — | — | — | — | — | — | 0 | 0 |
| Ekwador | Ekwador | 2017   |   |   | — | — | — | — | — | 0 | 0 |
| Ogółem  | Ogółem  | Ogółem | 1 | 0 | 1 | 0 | — | — | — | 2 | 0 |